# Nagori Tani
Nagori Tani is een bestuurslaag in het regentschap Simalungun van de provincie Noord-Sumatra, Indonesië. Nagori Tani telt 1519 inwoners (volkstelling 2010).